# Polityczny Komitet Porozumiewawczy
Polityczny Komitet Porozumiewawczy (PKP) – powstały w wyniku porozumienia przedstawicieli Polskiej Partii Socjalistycznej-Wolność Równość Niepodległość, Stronnictwa Ludowego, Stronnictwa Narodowego i Stronnictwa Pracy 26 lutego 1940 przy komendzie Obszaru Nr 1 Związku Walki Zbrojnej zalążek wspólnej platformy politycznej Polskiego Państwa Podziemnego. Powstał z przekształcenia Głównej Rady Politycznej bez udziału Stronnictwa Demokratycznego.
Głównym powodem zawiązania go była chęć zorganizowania przez partie polityczne, działające w konspiracji, ośrodka porozumiewawczo-konsultacyjnego, który pozwalałby na podjęcie wspólnych działań i decyzji, a także dałby tym partiom wpływ na nowo powstałą organizację wojskową Związku Walki Zbrojnej.
W skład PKP w lutym 1940 weszli: Kazimierz Pużak „Bazyli” (PPS-WRN kryptonim „Koło”), Józef Grudziński „Walenty” (SL kryptonim „Trójkąt”), Aleksander Dębski „Stachurski” (SN kryptonim „Kwadrat”), płk Stefan Rowecki „Inżynier” i gen. Michał Tokarzewski-Karaszewicz „Doktor” z Związku Walki Zbrojnej. Sekretarzem Politycznego Komitetu Porozumiewawczego został mjr Tadeusz Kruk-Strzelecki „Dyrektor”.
Podobne komitety stronnictw politycznych powstały także w Krakowie, Poznaniu, Wilnie i Lwowie. Odegrały one istotną rolę w tworzeniu konspiracji w tych regionach, w inspirowaniu biernego oporu i innych form walki cywilnej. Od kwietnia 1940 PKP został uznany przez władze RP na uchodźstwie za polityczną reprezentację kraju.
Polityczny Komitet Porozumiewawczy początkowo działał przy Związku Walki Zbrojnej, a od 3 lipca do 13 września 1940 zdołał wzmocnić swoją pozycję jako Zbiorowa Delegatura Rządu RP na Kraj. W skład Zbiorowej Delegatury pod przewodnictwem tymczasowego delegata rządu, płk. Jana Skorobohatego-Jakubowskiego „Vogla” wchodzili: gen. Stefan Rowecki, Kazimierz Pużak (Polska Partia Socjalistyczna), Stefan Korboński „Nowak” (Stronnictwo Ludowe), Aleksander Dębski, Tadeusz Kruk-Strzelecki oraz Franciszek Kwieciński „Karwat” (Stronnictwo Pracy). Po samorozwiązaniu Zbiorowej Delegatury reaktywowano ponownie Polityczny Komitet Porozumiewawczy. W marcu 1941 r. nastąpiła zmiana reprezentanta Stronnictwa Ludowego w Politycznym Komitecie Porozumiewawczym – Stefana Korbońskiego zastąpił Józef Grudziński „Deczyński”. W maju 1941 aresztowany został Aleksander Dębski, zastąpił go Mieczysław Trajdos.
10 września 1941 Polityczny Komitet Porozumiewawczy opuścił przedstawiciel WRN Kazimierz Pużak. Sprzeciw dotyczył roli Komitetu w strukturach państwa podziemnego. Członkowie PPS-WRN nie zgadzali się sprowadzenie Komitetu do roli organu doradczego i opiniodawczego przy Delegacie Rządu RP na kraj, mianowanie na stanowiska Delegata Rządu osoby związanego ze stronnictwami prawicy, oraz rozbudowa aparatu biurokratycznego Delegatury, obsadzanego osobami ze starej kasty urzędniczej. Zdaniem członków PPS-WRN Komitet powinien sprawować kontrolę nad delegatem który, powinien pełnić funkcję łącznika pomiędzy krajową reprezentacja polityczną a rządem;
W miejsce przedstawiciela PPS-WRN natychmiast – z inicjatywy Stronnictwa Ludowego – wprowadzono 28 października 1941 przedstawicieli organizacji „Polscy Socjaliści”. Reprezentantem organizacji został Adam Próchnik „Artur”. Po jego śmierci 10 maja 1942, od czerwca 1942 ruch socjalistyczny reprezentował Wincenty Markowski „Lwowski”.
Po aresztowaniu 19 stycznia 1942 reprezentanta Stronnictwa Pracy Franciszka Kwiecińskiego, w marcu 1942 zastąpił go Zygmunt Felczak „Jasiński”, którego w październiku 1942 zastąpił Józef Kwasiborski „Dębicki”. 20 maja 1941 aresztowany został Stefan Trajdos ze Stronnictwa Narodowego, w jego miejsce wszedł Stefan Sacha.
Po wejściu części organizacji Polscy Socjaliści do WRN Wincenty Markowski złożył rezygnację, a na jego miejsce w Politycznym Komitecie Porozumiewawczym w marcu 1943 powrócił Kazimierz Pużak.
W 1943 Polityczny Komitet Porozumiewawczy został przekształcony w Krajową Reprezentację Polityczną.